# 上福岡郵便局

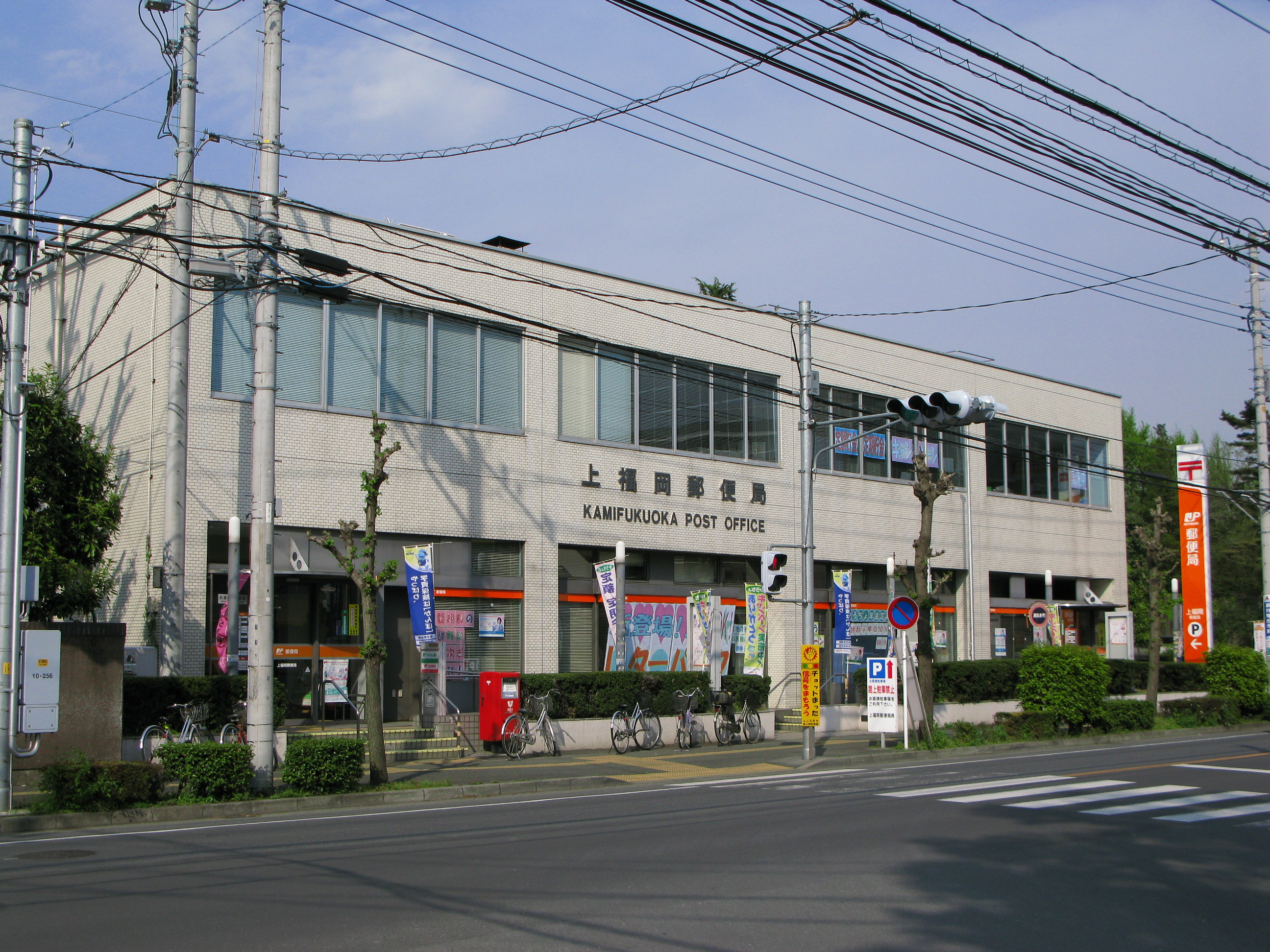
上福岡郵便局旧局舎(1979〜2020)

上福岡郵便局（かみふくおかゆうびんきょく）は、埼玉県ふじみ野市にある郵便局。民営化前の分類では集配普通郵便局であった。

## 概要
住所
ゆうゆう窓口 〒356-8799 埼玉県ふじみ野市福岡2-1-5
イオンタウンふじみ野内 〒356-8799 埼玉県ふじみ野市福岡2-1-6 イオンタウンふじみ野本館1F

## 沿革
- 1928年（昭和3年）4月1日 - 南古谷郵便局として、入間郡南古谷村に開局。
- 1962年（昭和37年）12月2日 - 電話交換事務を川越電報電話局に移管[1]。
- 1964年（昭和39年）11月16日 - 川越市大字古市場から入間郡福岡町大字福岡に移転。
- 1964年（昭和39年）12月1日 - 特定郵便局から普通郵便局に局種別改定するとともに、武蔵福岡郵便局に改称。
- 1965年（昭和40年）10月31日 - 和文電報配達事務を、大井電報電話局に移管。
- 1975年（昭和50年）6月1日 - 上福岡郵便局に改称。
- 1979年（昭和54年）4月 - 局舎新築落成。
- 1993年（平成5年）7月5日 - 川越市の一部地域の集配業務を川越郵便局および川越西郵便局に移管。また、三芳郵便局から入間郡大井町の集配業務を移管[2]。
- 1998年（平成10年）9月1日 - 外国通貨の両替および旅行小切手の売買に関する業務取扱を開始。
- 2007年（平成19年）10月1日 - 民営化に伴い、併設された郵便事業上福岡支店に一部業務を移管。
- 2012年（平成24年）10月1日 - 日本郵便株式会社発足に伴い、郵便事業上福岡支店を上福岡郵便局に統合。
- 2020年（令和2年）5月18日 - イオンタウンふじみ野の建設に伴い、集配業務とゆうゆう窓口を新局舎（ゆうゆう窓口）に、窓口業務とゆうちょ銀行ATMを別棟（仮設）に分離移転[3]。別棟の局番号を03952に変更（ゆうゆう窓口の局番号は03092のまま）。
- 2020年（令和2年）11月16日 - 別棟（仮設）がイオンタウンふじみ野本館1Fに移転。[4]。

## 取扱内容

### ゆうゆう窓口
- ふじみ野市内の集配業務
- ゆうゆう窓口

### イオンタウンふじみ野内
- 郵便、印紙、ゆうパック、内容証明
- 貯金、為替、振替、振込、国際送金、外貨両替・トラベラーズチェック、国債、投資信託
- 生命保険、バイク自賠責保険、自動車保険
- ゆうちょ銀行ATM

## 周辺
- ふじみ野市役所
- イオンタウンふじみ野
- 日本無線川越事業所
- 新日本無線川越製作所
- 大日本印刷上福岡工場
- KDDI総合研究所
- 埼玉県道56号さいたまふじみ野所沢線
- 国道254号富士見川越バイパス

## アクセス
- 東武東上線 上福岡駅（北口）から徒歩約14分
- 西武バス ふじみ野市役所停留所下車
- 関越自動車道 川越ICから南東へ約9km
- 駐車場あり：ゆうゆう窓口3台・イオンタウンふじみ野内1,800台